# Jaanwar (film, 1999)
Pour les articles homonymes, voir Jaanwar.
Pour plus de détails, voir Fiche technique et Distribution.
Jaanwar est un film indien dramatique réalisé par Suneel Darshan sorti le 24 décembre 1999. C'est un succès commercial qui a permis de relancer la carrière d'Akshay Kumar après une série d'échecs.

## Synopsis
Babu est orphelin et grandit dans la misère ; il finit par devenir un voyou notoire travaillant pour le sultan. Sa rencontre avec la belle danseuse Sapna bouleverse sa vie.

## Fiche technique
- Titre : Jaanwar
- Réalisateur : Suneel Darshan
- Scénario : Robin Bhatt
- Musique : Anand-Milind
- Image : Sameer Reddy
- Montage : Sanjay Sankla
- Directeur artistique : Muneesh Sappel
- Production : Suneel Darshan
- Langue : hindi
- Pays d'origine : Inde
- Format : Couleurs
- Genre : Dramatique,
- Durée : 148 minutes
- Dates de sortie en salles : 24 décembre 1999 (Inde)[2]

## Distribution
- Akshay Kumar : Babu
- Karisma Kapoor : Sapna
- Shilpa Shetty : Mamta
- Mohnish Bahl : Aditya
- Rana Ashutosh : Abdul
- Shakti Kapoor : Sultan[2]

## Réception

### Box-office
Jaanwar obtient une très bonne ouverture à la billetterie avec des recettes qui s'élèvent à 115 000 000 roupies lors du premier weekend . Le film présente finalement une recette de 540 380 000 roupies indiennes. Il est de ce fait qualifié de « Succès ».